# Цигезар, Сесили фон
Сесили Брук фон Зигесар (англ. Cecily Brooke von Ziegesar) — американская писательница, автор известной серии молодёжных романов под названием «Сплетница».

## Биография
Сесили приходится родственницей приятельнице Гёте Сильвии фон Цигезар. Писательница родилась 27 июня 1970 года в городе Норуолк, штат Коннектикут. В детстве мечтала стать балериной. Начала заниматься с 3 лет и пыталась поступить в School Of American Ballet в возрасте 8, но ей отказали. В подростковом возрасте она просыпалась в 6 утра каждое утро, чтобы добираться до школы The Nightingale-Bamford School, находящейся на Манхэттэне. Окончив школу, Сесили поступила в   Colby College, а затем провела год в Будапеште, работая на местной радиостанции. По возвращении в США, женщина начала осваивать писательское ремесло в Университет Аризоны, но вскоре бросила учёбу.
Переехав в Нью-Йорк, работая на фирме Alloy Entertainment, Зигесар начала писать романы о молодёжи Нью-Йоркского высшего общества. В 2002 году её роман вошёл в топ бестселлеров по мнению The New York Times и вскоре появились продолжения и спин-оффы - Эта девушка (попала в тот же то за 2005 год) и Карлайлы. Образ школы списан с учебного заведения Nightingale, в котором училась Зигесар. Когда осенью 2007 года на экраны Америки вышел одноимённый телесериал, разочаровавший многих поклонников книжной серии, в интервью для ABC News писательница сказала, что все основные сюжетные линии были сохранены, да и хорошо, что хоть действие происходит в Нью-Йорке.
В данный момент писательница живёт в Бруклине со своим мужем Ричардом, исполнительным директором организации Public Art Fund и двумя детьми - сыном Оскаром и дочерью Агнес. У семейства есть две кошки породы корниш рекс.
В 2011 году появилась в роли приглашенной звезды в финальном эпизоде 4 сезон сериала "Сплетница".

## Избранная фильмография
| Год  |   | Русское название | Оригинальное название | Роль              |
| ---- | - | ---------------- | --------------------- | ----------------- |
| 2011 | с | Сплетница        | Gossip Girl           | в роли самой себя |